# Goianésia Esporte Clube
Il Goianésia Esporte Clube, noto anche semplicemente come Goianésia, è una società calcistica brasiliana con sede nella città di Goianésia, nello stato del Goiás.

## Storia
Il club è stato fondato il 28 marzo 1955. Il Goianésia ha vinto il Campeonato Goiano Segunda Divisão nel 1985 e ha partecipato al Campeonato Brasileiro Série D in quattro occasioni. Nel 2014 e nel 2016 ha partecipato alla Coppa del Brasile, dove è stato eliminato al primo turno rispettivamente dal Grêmio Barueri e dall'ABC.

## Palmarès

### Competizioni statali
- Campeonato Goiano Segunda Divisão: 1

1985

### Altri piazzamenti
- Campionato Goiano:

Secondo posto: 2020